# Lancia TL 51
Le Lancia CL / TL 51 était un véhicule militaire léger en version  camion (CL) et tracteur d'artillerie (TL), fabriqué par le constructeur italien Lancia V.I., de 1952 à 1963. 
Ce véhicule à usage uniquement militaire est dérivé des modèles civils Lancia V.I. Beta.

## Histoire
À la fin de la Seconde Guerre mondiale, les sanctions internationales contre l'Italie sont très importantes. le pays ne sera autorisé à reconstruire son potentiel militaire de défense qu'après 1949, avec sa participation active à la constitution de l'ONU.
C'est d'ailleurs l'ONU qui passera commande à l'Italie d'un véhicule très spécial destiné au génie militaire pour la construction de ponts provisoires. C'est ainsi que les différents constructeurs italiens, Alfa Romeo, Fiat, Lancia et OM vont recevoir un nombre important de commandes pour tous types de matériels. 
Lancia sera chargé de réaliser un camion et tracteur d'infanterie léger CL/TL 51 ce qui, en code de l'armée italienne, signifie : C = camion - T = tracteur - L = léger - 51 = année de la commande.
Le modèle Lancia TL 51 disposait d'un moteur essence Lancia 4 cylindres en V étroit, traditionnel chez Lancia, Tipo 200.05 de 2.535 cm3 développant 62,5 Ch à 3.200 tours par minute. Le couple s'élevait à 18 mKg à seulement 1.750 tours. La distribution était à soupapes en tête. Il pouvait franchir des pentes à 117% et avait une garde au sol de 286 mm. Il pouvait passer un gué de 65 cm sans aucun problème. Mesurant 4,65 mètres, il avait un diamètre de braquage entre murs d'à peine 11,0 mètres. Il disposait d'une boîte de vitesses à 5 rapports avec réducteur lui garantissant une vitesse maxi de 60 km/h.

## La production
La production des Lancia CL et TL 51 a dépassé les 4.173 exemplaires livrés aux seules autorités italiennes. Les archives de la marque dénombrent une production de plus de 3 000 camions type Z20 et châssis type Z21 qui correspondent à la version CL 51 soit le camion de base. Les châssis type Z30, soit le TL 51, ont été produits à 868 exemplaires.
De nombreux carrossiers ont utilisé les châssis Z21. Le camion Z20 a été renommé ZLA 200 à partir de 1959.
Comme il est de règle en Italie, les constructeurs ne déclarent jamais le nombre d'exemplaires vendus aux armées étrangères.

## Technique
Le Lancia TL51 était un engin très novateur pour l'époque. Il disposait d'une cabine avancée, de quatre roues motrices. Il disposait d'un treuil à l'arrière de 3 tonnes. Son seul défaut était une consommation élevée.